# ديفيد بيرنز
ديفيد بيرنز (بالإنجليزية: David D. Burns)‏ (ولد في 19 سبتمبر 1942) أستاذ مساعد فخري في قسم الطب النفسي والعلوم السلوكية في كلية الطب بجامعة ستانفورد، ومؤلف الكتب الأكثر مبيعا الشعور الجيد: العلاج الجديد للمزاج ودليل الشعور الجيد. وقد أشهر بيرنز العلاج السلوكي المعرفي لآرون بيك، عندما أصبح كتابه أفضل بائع خلال عقد 1980.